# Хвороба Піка
Хвороба Піка — рідкісне, хронічне й прогресивне захворювання центральної нервової системи, що зустрічається зазвичай у віці 50—54 років і характеризується деструкцією та атрофією кори головного мозку переважно в області лобових і скроневих часток. Середній вік початку захворювання — 54 роки, середня тривалість хвороби до настання смерті — 6 років.

## Симптоми
Характерні симптоми тотального пресенільного недоумства з розладом мови — порушення логічного мислення й сприйняття, емоційного сплощення, афазії та амнезії з апатією й екстрапірамідними розладами. Зазвичай спостерігається анозогнозія.
Поведінка пасивна, аспонтанна. Може спостерігатися грубість, розгальмованість, лихослів'я, непристойна поведінка. Характерні стоячі мовні звороти (повторення одних і тих самих фраз, обірваність та короткість фраз), стереотипна діяльність. Майер-Гросс описав «симптом грамофона»: розповіді хворих на будь-які цікаві їм теми, перервати які не представляється можливим, а через короткий час повторення сказаного точно в тих самих виразах і зворотах мови.
За клінічними симптомами схожа на хворобу Альцгеймера, але на відміну від неї хвороба Піка протікає більш злоякісно, швидко призводить до розпаду особистості. При цьому більше проявляються саме розлади особистості й мислення, затуляючи порушення пам'яті.

## Патоморфологія
При гістологічному дослідженні тканини головного мозку в нейронах знаходяться незвичайні включення. Пірамідні нейрони набрякають, містять цитоплазматичні тільця Піка. Товщина сірої речовини зменшена, межа між сірою і білою речовиною розмита. Зазначається розширення шлуночків (переважно передніх рогів бічних шлуночків) і субарахноїдального простору, поглиблення борозен півкуль.

## Класифікація
У клінічній практиці й в літературі зустрічаються синоніми хвороби Піка — «синдром Піка», «атрофія Піка», «лобарний склероз», «обмежена передстареча атрофія мозку». Названа за ім'ям німецького психіатра і невропатолога Арнольда Піка, який описав її симптоми в 1892 році. Нейроморфологічні зміни описав у 1910—1911 роках Альцгеймер, який виділив клітини й тільця Піка та вказав на поєднання їх з локальною мозковою атрофією в області лобових і скроневих часток. Спочатку хворобу розглядали як атиповий варіант сенільного недоумства, але пізніше вона визначена в окрему нозологічну форму.
За Міжнародною класифікацією хвороб ВООЗ десятого перегляду належать рубриці «G31.0 Обмежена атрофія головного мозку», а також описується в групі «F02.0х * Деменція при хворобі Піка».

## Лікування
Лікування симптоматичне, для корекції поведінкових розладів використовуються нейролептики.